# ماوريسيو أنتون
ماوريسيو أنتون (بالإسبانية: Mauricio Antón) هو رسام توضيحي إسباني، ولد في 1961 في بلباو في إسبانيا.